# میل ایاز
میل ایاز از قدیمیترین آثار دوران غزنویان است که در زمان سلطان محمود غزنوی توسط ارسلان جاذب والی توس در مسیر تربت جام به مشهد ساخته شد. وی پس از مرگ در همین بنا دفن گردیده‌است. این میل دارای ۴۰ متر ارتفاع و ۱۰۰ پله است و قطر آن در پایین ۵/۵ متر و در بالا حدود ۵/۲ متر می‌باشد. شواهد حاکی ار این است که این میل همتایی در طرف دیگر رباط داشته که تخریب شده‌است. در بالای میل نوشته‌ای آجری با خط کوفی وجود دارد و داخل گنبد نیز با همان خط کلمه محمود حک شده‌است.